# Choc (police de caractères)
Pour les articles homonymes, voir Choc.
Choc est une police de caractères dessinée en 1955 par le Roger Excoffon pour la fonderie Olive. D'après la classification Vox-Atypi, c'est une manuaire.